# 6e étape du Tour d'Italie 2011
Pour un article plus général, voir Tour d'Italie 2011.
La 6e étape du Tour d'Italie 2011 s'est déroulée le jeudi 12 mai 2011. Orvieto est la ville de départ, et Fiuggi Terme la ville d'arrivée. Le parcours a eu lieu sur une topologie de moyenne montagne sur un distance de 216 km.
L'Espagnol Francisco Ventoso (Movistar) remporte cette étape au sprint. Le Néerlandais Pieter Weening (Rabobank) conserve le maillot rose de leader.

## Profil de l'étape
Cette 6e étape se déroule sur un parcours assez accidenté se rapprochant d'un profil de moyenne montagne.

## La course
Après un gros travail de Lampre-ISD en vue du sprint final en légère bosse, c'est l'italien Danilo Di Luca de la formation Katusha qui lance les hostilités. Alessandro Petacchi et Francisco Ventoso, les deux sprinteurs les plus forts sur ce final, rattrapent et dépassent le coureur de la formation russe. C'est finalement l'espagnol Francisco Ventoso qui s'impose résistant à l'italien Alessandro Petacchi dans les derniers hectomètres. Ce dernier conserve le maillot rouge du classement par points et Pieter Weening fait de même avec le maillot rose acquis la veille sur les Strade Bianche.

## Côte
- Côte de Soriano nel Cimino, 4e catégorie (kilomètre 41,7)

| Premier   | Sacha Modolo      | 3 pts |
| Deuxième  | Yaroslav Popovych | 2 pts |
| Troisième | Jussi Veikkanen   | 1 pts |

## Sprint volant
- Sprint volant à Cave (kilomètre 159,8)

| Premier   | Kristof Vandewalle | 5 pts |
| Deuxième  | Jussi Veikkanen    | 4 pts |
| Troisième | Sacha Modolo       | 3 pt  |
| Quatrième | Frederik Veuchelen | 2 pts |
| Cinquième | Yaroslav Popovych  | 1 pts |

## Classement de l'étape
|    | Coureur             | Pays      | Équipe                  |    | Temps           |
| -- | ------------------- | --------- | ----------------------- | -- | --------------- |
| 1  | Francisco Ventoso   | Espagne   | Movistar                | en | 5 h 15 min 39 s |
| 2  | Alessandro Petacchi | Italie    | Lampre-ISD              | +  | m.t.            |
| 3  | Roberto Ferrari     | Italie    | Androni Giocattoli-CIPI |    | m.t.            |
| 4  | Danilo Di Luca      | Italie    | Katusha                 |    | m.t.            |
| 5  | Davide Appollonio   | Italie    | Sky                     |    | m.t.            |
| 6  | Michele Scarponi    | Italie    | Lampre-ISD              |    | m.t.            |
| 7  | Christophe Le Mével | France    | Garmin-Cervélo          |    | m.t.            |
| 8  | Gerald Ciolek       | Allemagne | Quick Step              |    | m.t.            |
| 9  | Paolo Tiralongo     | Italie    | Astana                  |    | m.t.            |
| 10 | Ruggero Marzoli     | Italie    | Acqua & Sapone          |    | m.t.            |

## Classement général
|    | Coureur             | Pays        | Équipe                  |    | Temps            |
| -- | ------------------- | ----------- | ----------------------- | -- | ---------------- |
| 1  | Pieter Weening      | Pays-Bas    | Rabobank                | en | 20 h 15 min 12 s |
| 2  | Kanstantsin Siutsou | Biélorussie | HTC-Highroad            | +  | 2 s              |
| 3  | Marco Pinotti       | Italie      | HTC-Highroad            |    | 2 s              |
| 4  | Christophe Le Mével | France      | Garmin-Cervélo          |    | 5 s              |
| 5  | Pablo Lastras       | Espagne     | Movistar                |    | 22 s             |
| 6  | Vincenzo Nibali     | Italie      | Liquigas-Cannondale     |    | 24 s             |
| 7  | Michele Scarponi    | Italie      | Lampre-ISD              |    | 26 s             |
| 8  | Steven Kruijswijk   | Pays-Bas    | Rabobank                |    | 28 s             |
|    | Alberto Contador    | Espagne     | Saxo Bank-SunGard       |    | 30 s             |
| 9  | José Serpa          | Colombie    | Androni Giocattoli-CIPI |    | 33 s             |
| 10 | Thomas Lövkvist     | Suède       | Sky                     |    | 39 s             |

## Classements annexes

### Classement par points
|   | Cycliste            | Équipe                  | Points |
| - | ------------------- | ----------------------- | ------ |
| 1 | Alessandro Petacchi | Lampre-ISD              | 48 pts |
| 2 | Christophe Le Mével | Garmin-Cervélo          | 35 pts |
| 3 | Roberto Ferrari     | Androni Giocattoli-CIPI | 30 pts |

### Classement du meilleur grimpeur
|   | Cycliste            | Équipe           | Points |
| - | ------------------- | ---------------- | ------ |
| 1 | Martin Kohler       | BMC Racing       | 10 pts |
| 2 | Gianluca Brambilla  | Colnago-CSF Inox | 8 pts  |
| 3 | Christophe Le Mével | Garmin-Cervélo   | 5 pts  |

### Classement du meilleur jeune
| Cycliste          | Équipe   | Temps | Temps            |
| ----------------- | -------- | ----- | ---------------- |
| Steven Kruijswijk | Rabobank | en    | 20 h 15 min 40 s |
| Fabio Duarte      | Geox-TMC | +     | 15 s             |
| Peter Kennaugh    | Sky      |       | 22 s             |

### Classement par équipes aux temps
| Équipe   | Temps | Temps           |
| -------- | ----- | --------------- |
| Movistar | en    | 60 h 4 min 23 s |
| Astana   | +     | 18 s            |
| Geox-TMC |       | 34 s            |

### Classement par équipes aux points
| Équipe                  | Points  |
| ----------------------- | ------- |
| Garmin-Cervélo          | 104 pts |
| Lampre-ISD              | 94 pts  |
| Androni Giocattoli-CIPI | 93 pts  |

## Abandon
Aucun.